# بله (فیلم ۱۹۹۶)
بله (انگلیسی: Oui) یک فیلم کمدی فرانسوی است به کارگردانی الکساندر ژاردن است که در سال ۱۹۹۶ منتشر شد.

## بازیگران
- کاترین ژاکوب
- میگل بسه
- کیارا کازلی
- پیر پالماد
- دنی بون
- کلر کیم
- الکساندر ژاردن